# Dunova
Dunova® je obchodní značka speciální příze ze směsi 65% vícekanálového polyesteru s 35 % bavlny.

## Vlastnosti a použití
Měkký, rychle schnoucí materiál s nízkou žmolkovitostí. Specifická hmotnost obnáší 0,7 g/cm3, porézní struktura s dodatečnými kapilárami umožňuje přijímat vlhkost až do 30% vlastní váhy.
Použití: především na funkční prádlo

## Z historie dunovy
Do roku 1993 používala označení Dunova firma Bayer AG pro speciální polyakrylonitrilová vlákna.
Od roku 1994 vyrábí pod touto ochrannou známkou přádelna Lampertsmühle v německém Kaiserslautern shora popsanou přízi.